# João Gil de Soverosa
João Gil de Soverosa (c.1230 - Entre 1258 e 1285), foi um importante rico-homem português dos meados do século XIII. Como vários seus homólogos, João envolveu-se na guerra que grassou em Portugal entre 1245-47 e que opunha Sancho II de Portugal e o seu irmão, o conde Afonso de Bolonha. 

## Primeiros anos
Nascido possivelmente por volta de 1230, João era filho de Gil Vasques de Soverosa e da sua terceira esposa Maria Gonçalves Girão, sendo assim meia-irmão do importante rico-homem e valido  de Sancho II de Portugal, Martim Gil de Soverosa, e também do trovador Vasco Gil de Soverosa. 

## Na corte

### Conflitos internos em Portugal
O papel dos Soverosas começa a ganhar especial relevância precisamente entre as décadas de 30 e 40, quando Martim Gil começou a deter uma grande influência na cúria. Tendo em conta que o meio-irmão fora o braço-direito de Sancho II de Portugal, João toma o partido do monarca, tornando-se num dos ricos-homens que se opuseram ao partido do conde Afonso de Bolonha, no conflito de 1245. Em dezembro de 1247, João participa na doação que Martim Gil faz, com todos os seus irmãos, com exceção de Fernão e Guiomar Gil, de bens paternos, sitos em Amarante, a Gonçalo Gil, seu irmão.

## Exílio e regresso
O conde de Bolonha declarou-se vencedor do conflito em 1247, e Sancho, que João apoiava, e que havia sido deposto por uma bula do Papa Inocêncio IV, sai definitivamente de Portugal e refugia-se em Toledo, Reino de Castela, onde falece no ano seguinte. João, bem como os seus irmãos, o valido Martim Gil, e Manrique e Vasco Gil, acompanham, assim, o deposto monarca para o exílio em Castela. 
Os irmãos participaram na tomada de Sevilha de 1248, junto a muitos outros aristocratas (de entre os quais vários portugueses), e surge entre os recompensados, em 1253, por Fernando III de Leão e Castela com herdades na cidade (Repartimientos). João recebeu uma doação menor, composta de cinquenta arançadas e seis jugadas, no termo de Tejada, quantidade inferior aos dos irmãos, Vasco e Manrique, levando assim a considerar que a sua participação na conquista foi de menor cariz. Contudo, ele e o seu meio-irmão Manrique integraram o conjunto de vinte e seis nobre portugueses que participaram também na conquista de Guadalquivir.
A estadia em Castela foi importante para vários membros da família: o seu meio-irmão Vasco, além de ter contactado com a cultura trovadorescafez também casamentos vantajosos: a filha, Sancha Vasques de Soverosa, com o magnate Fernão Fernandes de Lima, filho de Fernão Anes de Lima e Teresa Anes da Maia. O casamento do filho deste, Gil Vasques II de Soverosa com Aldonça Anes da Maia, neta de Martim Pires da Maia e prima direita do noivo de Sancha, pode ter sido também concertado nesse período. Os seus irmãos Martim e Teresa produziam algumas alianças que prometiam sucesso: a sua sobrinha, Sancha Afonso de Leão, filha bastarda de Teresa Gil de Soverosa e Afonso IX de Leão, desposava Simão Rodrigues dos Cameros, irmão da deposta rainha Mécia Lopes de Haro; uma outra sua sobrinha, Teresa, filha de Martim Gil de Soverosa, desposava Rodrigo Anes de Meneses, filho de João Afonso de Albuquerque e Berengária Gonçalves Girão. 
Sabe-se que João terá acompanhado o séquito da infanta Beatriz, sua sobrinha, quando esta se deslocou para Portugal em 1253 para desposar o então rei Afonso III de Portugal. Martim e Manrique Gil, por seu turno, parecem ter-se mantido por terras castelhanas. Martim encontra-se ainda em Castela em 1259, a presenciar, em Toledo, a investidura de Frederico III da Lorena.. Vasco regressaria também a Portugal, onde se encontrava já em 1258.
Neste mesmo ano de 1258, João já se encontrava casado com Constança Gil de Riba de Vizela, filha de Gil Martins de Riba de Vizela, então Mordomo-mor do Reino de Portugal, e Maria Anes da Maia, filha do magnate João Pires da Maia. Constança integrava a corte da nova rainha de Portugal.

## Últimos anos e posteridade
A sua estratégia de reconciliação com a corte portuguesa não parece ter funcionado, uma vez que, apesar de ser genro do mordomo, não alcançou qualquer cargo de relevância, ou qualquer tenência ocupada por algum seu antepassado. Faleceu em data posterior a 1258, e foi sepultado no Mosteiro de São Domingos de Santarém. 
Quando o seu único filho, Martim Anes de Soverosa, redigiu testamento, uma das cláusulas envolvia a trasladação dos restos do seu pai, João Gil, para junto dos seus, que repousariam no Mosteiro de São Francisco de Santarém. Desconhece-se se este pedido foi atendido, até porque no referido mosteiro não se encontraram quaisquer vestígios deste aristocrata ou do seu filho.

## Matrimónio e descendência
João desposou, por volta de 1258, Constança de Riba de Vizela(depois de 1228-depois de 1277), filha de Gil Martins de Riba de Vizela e Maria Anes da Maia, de quem teveː
- Martim Anes de Soverosa (c.1258 - 1295)[16], importante rico-homem nas cortes de Afonso III de Portugal e Dinis I de Portugal.